# Столяров (Краснодарский край)
Столяров — хутор в Отрадненском районе Краснодарского края.
Входит в состав Удобненского сельского поселения.

## География
Хутор расположен на левом берегу Урупа, напротив центра поселения — станицы Удобной.
Единственная улица Хутора носит название Широкая.

## Население
| 2002 | 2010 |
| ---- | ---- |
| 12   | ↘9   |